# Arnaldo de Vía
Arnaldo de Vía (en francés, Arnaud de Via; Cahors, ? - Aviñón, 24 de noviembre de 1335) fue un cardenal francés, sobrino del papa Juan XXII y hermano del cardenal Jacques de Via.

## Biografía

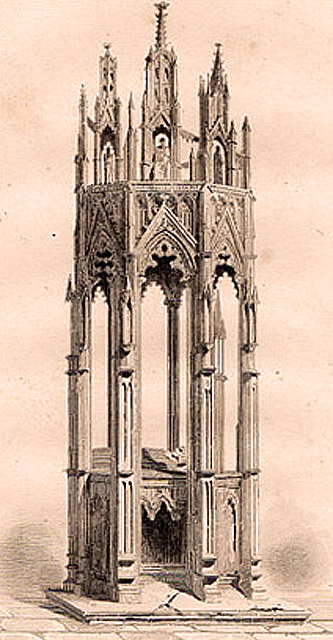
Su tumba en Villeneuve-lès-Avignon

Arnaldo de Vía fue protonotario apostólico. Fue archidiácono de Fréjus, preboste de Barjols y prior de S. Nicola de Bari.
Sobrino del papa Juan XXII, hermano de su madre. Sucedió a su hermano el cardenal Jacques de Via en la sede episcopal de Aviñón y fue nombrado cardenal en el consistorio de 20 de junio de 1317. Edificó el Petit-Palais en Aviñón y una residencia en Villeneuve lez Avignon dotado de una gran iglesia destinada a recibir su tumba, servido por un capítulo de doce canónigos. Participó en el cónclave de 1334, en el que fue elegido Benedicto XII.
Así, sucede a su hermano, el cardenal Jacques de Via, en la sede episcopal de Aviñón y es creado cardenal durante el consistorio de 20 de junio de 1317. Hizo construir el Petit-Palais en Aviñón y una librea cardenalicia en Villeneuve-lès-Avignon dotada de una gran iglesia, la colegiata Notre-Dame, destinada a recibir su tumba y servida por un capítulo de doce canónigos. Participó en el cónclave de 1334, durante el cual fue elegido Benedicto XII.